# San Juan Teacalco
San Juan Teacalco är en småstad i kommunen Temascalapa i delstaten Mexiko i Mexiko. Samhället hade 3 307 invånare vid folkräkningen 2020.

## Historia
Orten grundades innan den spanska invasionen och namnet Teacalco kommer troligtvis från nahuatl med betydelsen kanot, och syftade till en plats där vandrare ofta korsade en flod.  Från och med kommunen Temascalapa bildandes år 1810 och fram till och med den 16 juli 1919 var San Juan Teacalco kommunens huvudsäte.

## Samhälle
San Juan Teacalco har fem skolor, två förskolor, två grundskolor och en skola för sekundärutbildning. San Juan Tecalpa är det närmsta större samhället på vulkanen Tonantépetls norra sluttning. På orten finns även en fullstor fotbollsplan belagd med konstgräs. Stadens största kyrka heter Iglesia San Juan Batista och är belägen centralt vid huvudgatan Jesús Mesa.